# 6352 Schlaun
6352 Schlaun è un asteroide della fascia principale. Scoperto nel 1977, presenta un'orbita caratterizzata da un semiasse maggiore pari a 2,4101723 UA e da un'eccentricità di 0,0017208, inclinata di 3,55270° rispetto all'eclittica.